# Moon (アスキーのゲーム)
『moon』（ムーン）は、ラブデリックが開発し、1997年10月16日にアスキーから発売されたPlayStation用ゲームソフト。ジャンルは「リミックスRPGアドベンチャーゲーム」。
粘土細工のようなキャラクター、童話のようなストーリー、ゲーム内に存在する「MD（MoonDisk）」を入手することで楽しめる様々なジャンルのBGM、そして冒険的なテーマを持つ、従来のRPGに異を唱えることを主題としたゲームである。
廉価版発売後、長らく他機種への移植は行われなかったが、「Nintendo Direct 2019.9.5」にてNintendo Switch用ダウンロードタイトルとして、2019年10月10日より配信することが発表された。オリジナル版スタッフである木村祥朗、倉島一幸、安達昌宣、谷口博史監修の元、完全移植を目指して作られており、当時容量の都合でモノラルだった楽曲がステレオ音声へと対応した以外の変更点や追加要素はない。2020年10月15日には、開発資料などを同梱したパッケージ版『moon PREMIUM EDITION』も発売された。
当初は日本国内のみで発売されたタイトルだったが、Nintendo Switch版は2020年8月27日に日本国外での配信が行われた。

## ゲームテーマ
このゲームのテーマは「アンチRPG」「アンチゲーム」である。
従来のRPGでは、「勇者」は英雄だった。しかし、MOONの世界に登場する「勇者」は罪の無いモンスター（ゲーム内では「アニマル」と呼ばれる）を殺し、他人の家に押し入り色々な物を強奪していくような、非常に迷惑な存在として登場する。
放送されていたCMのキャッチコピーは「もう、勇者しない。」。その内容は、岡本信人演じる勇者が他人の家に押し入り強引にタンスを開け、コインと剣を奪って行くという、RPGの通例的部分を風刺したものだった。
主人公である「少年」の役目は、勇者に殺されたアニマル達を救い出し、奇妙で暖かい住人達と心を通わせることである。そうすることで「ラブ」と呼ばれるものが集まりレベルアップできる。この「敵と戦わないRPG」というシステムは、後のラブデリック作品や解散後の後継制作チームの作品にも度々登場する（「チュウリップ」「ギフトピア」など）。
昼、夜の2つの時間帯があり、ゲーム開始直後に主人公が活動できるのは昼間のみ。ある程度、活動すると疲れてしまい、次の日の朝まで動けなくなってしまう。レベルが低い序盤では、夜しか活動していないキャラクターには会うことができない。モンスターの魂を集めることで行動時間を長くする事が必要となる。
また、ストーリーの中に大きなメッセージが隠されており、それに気付かなければ真のエンディングを見ることは出来ない。それはゲームそのものの存在を否定しかねない皮肉なものである。キーワードは「扉を開けて」。

## ストーリー

### FAKE MOON
ゲーム開始と同時にスタートする序章であり、少年が遊んでいるゲーム。スーパーファミコン世代のRPGを彷彿とさせる。ゲームの舞台はドラゴンの呪いによって月の輝きが失われてしまった世界。ゲーム内では大文字で単に「MOON」と表記される。
オープニングでは大量の本筋とは関係ない衒学的なストーリーが長々と、しかも判読不可能な小ささとスピードで表示されるが、要約すれば「夜空の月を食べてしまった『ドラゴン』を倒し、世界に平和をもたらす」という至極王道なものである。
ちなみに、移動以外は完全にスクリプトで制御された一本道である。また、全てが遊べるわけではなく、一定の地点まで進めると自動的にある程度進んだ次のロードデータが読み込まれ、ストーリーが進行していく。
ここで行われる行動の数々は後述する本編と密接にリンクしており、また、このシーンで「勇者」に名づけた名前がそのまま本編の名前となる。

### REAL MOON
少年が遊んでいるゲームであり、主人公が吸い込まれてしまったゲームの中の世界。このゲームの本編でもある。そこで、月の輝きを取り戻すためにモンスターを殺し続けている勇者のウワサを耳にする。主人公は「勇者が元の世界に戻る鍵を握っている」と思い勇者を捜すようになる。

#### ストーリー
『FAKE MOON』を遊び、もうすぐでラスボスのドラゴンを倒せそうだった主人公。しかし、母の「ゲームなんかやめて、早く寝なさい！」という一喝で中断されてしまう。諦めて眠りにつこうとしたとき、消したはずのテレビの電源が勝手に点き、コントローラーを握ると、砂嵐の中、主人公はテレビの中「REAL MOON」の世界に吸い込まれてしまう。
辿り着いたのは、少し前まで自分が遊んでいた『MOON』の世界そのものだった。何故か住民達には姿が見えないようだが、町の外に住む老婆だけは、自分のことを孫だと勘違いし、認識してくれた。彼女の家で眠りについた主人公は、謎の女性から助言を受ける。主人公の使命は、この世界「ムーンワールド」に存在する「ラブ」を集め、光の扉を開くことだ、と。こうして主人公は、世界中の「ラブ」を集める旅に出ることになる。
ゲームの中で、主人公はこの世界の人々と出会い、『MOON』では知り得なかった真実を知ることになる。それまで主人公が操っていた「勇者」は、表面上祝福されただけで実は人々に嫌われていること。モンスターは罪のない野生の動物に過ぎず、「勇者」に好き勝手に殺され魂が漂流していること。誰一人「勇者」の正体や出自を知らないこと。
城下町や城の人々との交流を深め、「勇者」によって殺されたモンスター改めアニマルたちを助け出していく中、主人公はこの国の王様であるノンビリキング十三世から、夜に自分の部屋にこっそりと来てほしいと頼まれる。約束通り夜にやってくると、王様は月の異変を止めるための自身の計画を話し始める。実は「勇者」なる存在を旅立たせ月にいるドラゴンを倒すという計画は、この国の実質的な政治を行っている大臣が考え出し実行しているもので、王様はそれでは解決しないと考えていた。王様の計画は月に向かう探査船を作り、現地で異変の調査を行うというものであった。王様はシュタイン・ヘイガー博士という科学者とその計画を進めていたのだが、連絡が途絶えてしまったのだという。王様は主人公にヘイガー博士への手紙を託し、計画への協力を促す。
ヘイガー博士を見つける道中でも、主人公は様々な人やアニマルと出会い、「ラブ」を集めていく。ヘイガー博士は幽霊屋敷で檻の中に閉じ込められていた。彼を助け出し、研究所で王様からの手紙を渡すと、その手紙の中には主人公こそが探査船のパイロットであり、異変を解決できる存在だと記してあった。しかし、強情な博士はそれを認めようとはせず、探査船を発射するロケットの残った5つの部品を集めてくるよう命令する。その上、この世界から月へはロケットでも4日半はかかるという情報を聞く。月へ向かうには、部品を世界中から探し、月に行くのにも耐えられる十全な数の「ラブ」を持っていなければならないのであった。
ロケットのパーツを全て集めると、博士は正式に主人公をパイロットと認め、月に行くことができるようになる。長い旅の末、月にたどり着いた主人公。そこにはそれまで助け出したアニマルたちが勢揃いしていた。主人公はアニマルを救う方法を最初に教えてくれたムツジローに月の女王とドラゴンの待つ城へ案内される。月の女王は、夢の中で度々現れた女性の正体だった。主人公を最後まで導いた月の女王と、「勇者」が最後に倒すべきドラゴンは同じ場所にいたのだ。彼女にここまで来れた実力であれば大丈夫なはずだと励まされ、扉へと向かう。
扉は何かの部品のようなもので埋もれていた。主人公は扉を開けようとするが、びくともしない。どうにもできない主人公は女王の元に向かうが、「あなたはまだ未熟すぎた。もうじき勇者がやってくる」と告げられる。その予言通り、聞き覚えのある重い足音が月面に鳴り響く。「勇者」も密かにロケットに乗り込み、月にやってきたのである。勇者は月にいたアニマルを全て倒し、城に乗り込み、ドラゴンも、女王も、そして主人公さえも殺してしまった。女王は最期に「あなたにすべてを変えるほどのラブがあれば扉を開けられる」と告げる。
現実世界に戻ってきた主人公。画面には「CONTINUE?」の文字。YESを選ぶか、NOを選ぶか。最後の選択肢によって物語は別々のエンディングを迎える。

## システム

### 基本的なシステム
時間の概念
メニュー画面や会話中などの一時停止している時以外は常に時間が経過する。「太陽の日」「三日月の日」「焚き火の日」「涙の日」「木の葉の日」「ネカの日」「山びこの日」の7つの曜日と、「昼」「夜」の時間がループしている。
この世界の住人やアニマル（アニマルの魂）は、時間軸に沿って、決まった曜日の決まった時間にする行動が個々に決められている。
ゲームの中では左上に時計の表示があり時間の流れが視覚的に示される。主人公は下記の「アクションリミット」と呼ばれる限られた時間までしか行動できず、それを超えると強制的にゲームオーバーとなる。時計は主人公があとどれくらい行動できるかを確認する指針の役割も持っている。
ソウルキャッチ
勇者が殺したアニマルの死体が世界各地に放置されている。条件を満たす事で「ソウル（アニマルの魂）」が現れ、それを少年がキャッチすると死体が蘇り「ラブ」を入手できる。ソウルは常に出現しているものもあれば特定の時間や曜日にしか出ないもの、行くのが困難な場所でしかキャッチできないなど色々ある。アニマルの死体を調べると「アニマル図鑑」による生態の説明を読むことができ、キャッチのヒントとなる。
ラブキャッチ
少年が住人の生活に関与し、願いをかなえてあげたり秘密を知ることによって「ラブ」を入手できる。特定の人物を除いて全ての住人にラブが宿っている。ラブを手に入れられるイベントは、常時発生するものから、発生フラグを満たす必要のあるものや、時期・曜日の限定されたものもある。
成長
「ラブ」は経験値のようなもので、一定値貯まった状態でベッドで眠ると夢の中でレベルアップすることができる。レベルアップすると少年（プレイヤー）が活動していられる時間「アクションリミット」が増える。アクションリミットはゲーム開始時は半日分しかないが、レベルを上げることで最大7日半連続で行動ができるようになる。アクションリミットは眠ることでリセットされる。また、食べ物系アイテムを食べることである程度延ばすことができる。
ネカ
ゲーム内世界でのお金の単位。物の売り買いの他、交渉や融資でも使われる。
ゲームオーバー
「アクションリミット」が0になると動けなくなり、ゲームオーバーとなる。再開は最後にセーブをした夜の翌日からになる。
MD（MoonDisk）
ゲーム中に購入や取得できる「MD（MoonDisk）」と呼ばれる音楽ディスクを再生し、任意にBGMを変更することができる。そのためにゲーム独自のBGMは特定の場所を除きほとんど存在しない。

## キャラクター

### 主人公
勇者
月の光を食べてしまったとされる竜を退治するために旅に出た人物。経験値を得るために人畜無害のアニマルを殺し続けている。また、他人の家に上がりこみ目ぼしいものを物色する、「ラストダンジョンへ行けない」と料理店で管を巻く等、周囲に散々迷惑をかけて回っている。元から冒険者として名を馳せていたわけではなく、城の大臣の計略により"呪われた鎧"を身につけており、自我はほとんど失われている。少年と同じ名前を持つ。
少年
主人公。RPG『FAKE MOON』（劇中劇）をプレイ中に、TV画面に吸い込まれてMOONの世界「ムーンワールド」に迷い込んでしまった少年。身体が透明になっているため、帽子とチョッキと手袋と靴だけが宙に浮いたように見える。しかし他の住人は「変わっているヒト」程度にしか思わないようだ。ゲーム中で勇者が殺したアニマルたちを、今度は逆に「生き返らせる」事を目的として旅をする事になる。勇者と同じ名前を持つ。

### 住人
おばあちゃん
町外れに一人（と一匹）で住むとても優しい老婆。老眼のため、ほとんど何も見ることができない。そのため、主人公が透明である事を知らない。少年と同じ名前の孫がいたが事故で亡くしてしまい、家族はタオという名の犬だけ。ムーンワールドに落ちた少年を孫と思い違い助けた人物。一日に一つ、手作りクッキーをくれる。
タオ
白黒模様のオス犬。あちこちで物を拾って来ては秘密の隠れ家に埋めている。好物は骨で、あげるとしつけをすることができる。
モデルはプロデューサーの西健一の飼い犬で、後に西が手がけた『ギフトピア』や『ちびロボ!』などでも登場している。
王様
ラブデガルド城の国王。本名は「ノンビリキング十三世」。その名の通りのんびりした性格で、昼間は庭先の鳥にエサをあげ、夜は自室でお絵かきに熱中している。月の異変を解決するため百匹の鳥ちゃんを使って月に行こうとする、月明かりにも負けない大きな花火で夜空を照らす、ヘイガー博士の月面飛行プロジェクトに出資するなど、大臣と違う方面で努力している。何も考えていなさそうで、実は結構考えている人。城の外には出たことがなく、非常に興味を湧かせている。
大臣
ラブデガルド城の財政や政務を一手に担うやり手の大臣。王様の補佐だが実質は大臣が全て取り仕切っている。王家に代々伝わる植え込みを大事にしている。近年の国の情勢不安定を憂い、ある者を「勇者」に仕立て上げる計画を実行した張本人。国の行く末を思った故の行動ではあるが、それはあくまで本人の理屈であり、最終的に国のためになると判断したのならば国民を犠牲にする事に躊躇いはない。
イビリー
ラブデガルド城の兵士。酒好きで時折バーへ行く。いわゆるバツイチであり、息子とも離れて暮らしている。太陽の日には昔、息子とした約束のためずっと飛び続けるエアプレーンを作ろうと努力している。同僚、フレッドの寝不足に苦悩。
フレッド
ラブデガルド城の兵士。手にはマイクを持っていて、ミュージシャンを目指して夜は部屋でボイストレーニングをする。そのせいで寝不足で、仕事中にうたた寝していることもある。
ノージ
おもちゃの国から留学してきた王子様。少年が現実世界で遊んでいたというゲーステなるおもちゃに興味津々。いたずら好きで大臣の部屋から何かと物を持ち出す。
ヨシダ
関西弁で喋る自称インテリという鳥。王様がバリバリ島から呼び寄せた栄誉市民でもある。島で見つけた石板により、少年の正体を知っている。バーの裏で旅行代理店を経営。
キュリオ
よろず屋を営みアイテムの売買をしている男。商売熱心で勇者グッズを作り一攫千金を狙うなど野心家。夜は煙草を吸う。昼と夜では別の商品を扱っている。
ベイカー
パン屋の主人。気弱な性格だが、真面目でパンの味は天下一品。営業時間終了後に店を開けることはない。山びこの日には酒を飲みに行き、翌日のパンはアルコールの味がするという。
フローラ
ワンダの娘。花屋。ワンダのバーの二階で寝泊り。父のフローレンスが現在行方不明。美人で気立ても良いので、城下町の住人からは評判が良い。何かとガセの世話を焼く。
ワンダ
バーのママ。本人いわく若い頃は美しくてモテモテだったらしいが、今ではカウンターから出られないほど太ってしまった。商売柄、何かと事情通でもある。寝言でも口に出してしまうほど、フローレンスの行方を憂いている。
ガセ
噴水前の広場をベッドルームにしているホームレス。世捨て人的な性格でいつも悪態をついている。形のあるアイテムは俗物的だとして嫌っており、ジャンク品を好む。フローレンスに対して何らかの感情を抱いている模様。
ニッカとポッカ
二人とも腕の良い大工だったが、ポッカが縛られるのが好きな変態になり、ニッカは苦悩の日々を送るが、ある日穴を掘る衝動に耐え切れず旅に出る。それ以降、二人の家は主人公の新たな拠点となる。
おしべとめしべ
何の植物かは不明だがムーンワールド上に生えているおしべとめしべ。めしべは主人公の家の横に、おしべはムーンワールド上に3つ存在する。おしべから花粉に関するアイテムをもらい、それをめしべに「プンプン」することで、以降はめしべからおしべの地点へショートカットが可能になる（逆は不可能）。
ガマカツ
本名ガマカツマツカタ。寝ても覚めても頭の中は釣りというオヤジ。幻の「白いクジラ」を釣ることを夢としている。釣りの楽しみを教えようと定期的に釣りコンテストを開催している。
おっさん
洞窟に住まい、たこちゅうと呼ばれるものを販売している。不眠に悩まされている。なぜか喋ることはなく、手に持っている看板の文字でコミュニケーションをする。
玉屋平吉・歌子・トオル
新聞紙でつくられた筒状の屋根の無い家に住んでいる一家。王様に頼まれて月の代わりになるような花火を作っているが、失敗続き。平吉はステレオタイプな職人肌で、歌子はこれまたステレオタイプな職人を支える気立ての良い妻である。トオルはまだ赤ちゃんで、歌子に背負われている。
パパス・ママス・ダイア
パパスは売れっ子漫画家、その奥さんのママスとアニマルをペットにしている娘ダイアの三人家族。パパスは次の作品が思いつかず、アイデア出しに悩んでいる。ダイアはもうすぐ誕生日で、ママスがプレゼントを準備している。
おじいちゃん
風車小屋に住んでいる、西洋的なものを嫌うお爺さん（しかし喋っている言葉には隣に住む家族の影響か、時々英語が混じる）。早合点しやすく、怒ると背後に般若が現れる。怒りが頂点に達するとべらんめえ口調になってしまう。
ウミ・フェミ・モミ
「エコ倶楽部」という団体を作り、それぞれの思想に基づいて活動する兄弟。ウミは水産資源保護を、フェミは女性解放を、モミは森林保護を訴えているが、いつも他人の都合を考えずに的外れな説教ばかりしている。とある場所にアジトを構えている。
鳥男
崖っぷちに座りギターを弾いているニヒルな男。通り掛かった者と次に来る鳥の色を当てるギャンブルをしている。
ケンジ
山猫軒というこだわりのレストランのコック。一日に一人の客しか入れず、メニューも三つしかない。いわゆる「ネコ目」をしており、ネコのような仕草をすることがある。フローレンスの友人。
クリス
アイドルを目指している女の子。山猫軒でウェイトレスのアルバイトをしているが、客が来ないので宣伝にならないことを不満に思っている。後に自作CDを手売りするようになり、その後はある場所でライブを行う。
バーン
少年の家の近くでバーン堂という「MoonDisk（MD）」ショップを開いている青年。人を小馬鹿にした話し方だが、毎日客のいない間は下手なギターを懸命に練習している。少年と友達になりたがるなど、素直でなくとも憎めない面もある。
アダー
勇者が殺したアニマルのソウルを神と崇め奉っていた人物。そのソウルをキャッチしたあとは悟りを開き、自身を神と自称するようになる。そのイベント後はラブのヒントを教える商売を始める。アニマルのソウルを教えてくれないのは、彼がアニマルを嫌いだかららしい。「キみ」「ワたくし」など、ひらがなとカタカナが混じった独特の話し方をする。
カクンテ人
キノコの森に住んでいる異邦人。体が小さく、ゲーム中では解像度が低くて分かりづらいが、白と黒のまだら模様の体を持つ。独自の言語カクンテ語を話す。トットテルリというアニマルを神と崇める。人間が来ると基本的には逃げてしまうが、興味もあるようで、片言ではあるが人間の言葉を話せるカクンテ人も存在する。
フローレンス
キノコが大好きで幻覚作用のあるキノコを食べ続けた結果、本当の意味で超世界へ飛んでしまった人物。彼の口ぶりによると、少なくとも現実世界とムーンワールドを行き来できるようである。実体が無く、ふわふわと消えたり出たりして森をさ迷っている。
シュタイン・ヘイガー博士
ちょっと偏屈で傲慢な文字通り頭でっかちな博士。王様の友達。研究費用を詐欺紛いの募金で稼いでいる。月まで飛んで行けるロケットを製作できる唯一の人物。自作の歩行ロボットに乗っている。フローレンスと同様にこの世界の構造を深く知る人物でもある。研究所の中に巨大な都市「メトロポリス」とそのロボット達を作り上げた。
ロビ
テクノポリスでリーマン達の充電をしているロボット。もちろん自身も充電が必要。彼の制御回路はゲームクリアに必要で、実は重要人物である。
ロボ町長
テクノポリスの町長。選挙運動に余念が無い。自身が旧型のロボットである事を気にしている。
リーマン
昼間は仕事、夜は電車風の部屋でつり革につかまって休むロボット集団。常に3人一組で行動し、「チームA」などアルファベットでグループ分けされている。自身の行動に意味などないと語りつつも毎日同じ行動をしている。ヘイガー博士の製作しているロケット前にいるリーマンは色が違う。
レディテクノ
テクノポリスに住む。夜になるたびクラブで踊っている謎の多いクールな女性。彼女もロボットであるが、その自覚はなく、他のテクノポリスの住人とは違うと主張している。
サイケ
クラブのDJ.。
マデ☆スマ
ギャムランと呼ばれる木琴風の楽器をこよなく愛する男。主人公とギャムラン対決をする。ちなみにバリ島でマデとは次男の意。非常に卑屈な性格をしている。
電波ザル
すばらしい音楽センスを持つサルの群れ。一匹行方不明となっているが、ゲーム中その一匹と会うこともある。
ウィスパー
幽霊屋敷の中で出会うことになる青白い幽霊。生前は常に飢えに苦しんでおり、それが心残りとなって成仏できずにいる。ヘイガー博士を檻に閉じ込めた張本人。うるさい音が大嫌い。
ふくろう先生
真夜中に開かれる定時制大学「真夜中大学」の講師。非常に聡明で、ムーンワールドやその住人についての真理や哲学を教えてくれる。「真夜中大学」へはとあるイベントによりヨシダから紹介され入学できる。
ビーハヴ
海賊。一度は没になったが、隠しキャラクタとして導入された。自身が隠した財宝を見つけてくれる人物を望んでおり、そのヒントが書かれているメモを見つけていくと、財宝と共に最後に姿を現す。
ムツジロー
アニマルたちを救ってほしいと頼んできた人物。ソウルキャッチについて教えてくれる。衛星テレビ番組にも出演中。
月の女王
夢の中で主人公に「お前を導く者」として現れていた女性の正体。少年がラブを獲得すると見る夢の中で次のレベルアップまでの経験値を教えてくれる。
ドラゴン
月に住むと言われている怪物。勇者はこのドラゴンを倒すために月を目指している。

## アイテム
FOOD
ベイカーのパン屋で買えるパンとクッキーのほか、アクションリミットの回復はしないがキノコの森の不思議なキノコも含まれる。
FISH
アイアンフィッシュやさばくじらなどの釣りで捕まえられる魚。食べると大幅にアクションリミットが回復するほか、キュリオのお店で売ればそれなりの値段になる。
JUNK
ゴミ類。釣りでたまたま釣れてしまったゴミなどが分類される。ただしガセのがらくたのようにカード同様の効果を持つアイテムやイベントアイテムもある。
TOOL
イベントのためのアイテムやミニゲーム用のアイテム。たこちゅうはおっさんのイベントをクリアすることで買える。釣りのエサはトロピカルフィールドで捕まえることが可能。
ETC
その他のアイテム。イベントのためのアイテムや特殊アイテム、及び換金アイテムが含まれる。いわゆる「だいじなもの」。

### NAMECARD
城下町の何人かの人物はネームカードと呼ばれるものを所持している。最初に王様に王家のカードをもらえるのでそれを見せていけばカードをくれることがあり、これらのカードを別の人物に手渡して意見や話を聞くことでゲームのヒントを模索していく方法もある。ただし城下町近辺でしかこの方法で会話を展開することはできず、城下町から離れた人々とはカードでの情報収集は不可能。またガセやノージのようにカードではなく物でカードと同効果を得るものもある。

### CHIP
「落ちた少年の物語」「タコの石」など、ムーンワールド各地に様々な方法で隠されているチップ。ムーンワールドでは「奇盤」と呼ばれている。そこに書かれている内容はヘイガー研究所にある暗号解読器に入れることで、書かれた内容を多少なりと判別することができる。それぞれのチップにはイベントクリアのためのヒントが書かれていたり、ムーンワールドの真実に触れている記述がなされていたりするが、詳しく解説するような部分はゲーム中では存在せず、チップに描かれた絵をプレイヤーが見て判断するだけの材料となっている。それ以外の特別な効果などは無い。

## 世界

### お城
王様の部屋
ノンビリキング十三世の部屋。王様自身が月の光を取り戻すために考案した計画の書かれた落書き帳があるが、現在のところ実行可能なものは3つに絞られているらしい。
大臣の部屋
王様を補佐する勉強家の大臣の部屋。本棚には様々な本が並び、特にムーンワールドについての歴史の本には重要な事柄が書かれている。
バルコニー
お城の二階のバルコニー。双眼鏡からはテクノポリスやホーンテッドハウス、バリバリ島などが覗ける。太陽の日にはイビリーがエアプレーンを飛ばしている。
兵士の部屋
イビリーとフレッドの部屋。部屋の中央で二つに分かれており、互いの趣味が垣間見られる。
王様のオモチャ部屋
ノージが居候している部屋。

### 城下町
噴水広場
ガセが寝泊りしている噴水広場。噴水にお金を投げ入れると幸せになれるらしい。他にもヨシダなど町の住人が行き来する広場である。バーに行く道には新聞が設置されている。
花屋
フローラの経営するお店。ある道具を使うと花と会話することができる。楽しげな音楽が流れており、この曲には花たちを活性化させる作用があるらしい。
よろず屋
キュリオの経営するお店。昼間は二階、夜は一階（半地下）で商売をしており売っているものも異なる。がらくたは全てキュリオが買い取ってくれる。
パン屋
ベイカーの経営するお店。色々なパンを売っており、おばあちゃんのお使いではここに訪れることになる。家の奥に入り込もうとすると怒られる。
バー　ワンダ
ワンダの経営するお店。昼間はワンダも寝ているが、夜はベイカーやイビリーなどが訪れる。二階にはフローラの部屋がある。
ヨシダの家
バーの裏にある鳥かご。夜になるとヨシダが戻ってくる。

### レインボウロックス
おばあちゃんの家
少年と同名の孫を持つ老婆とその愛犬タオが暮らしている小さな家。序盤の拠点となる。BGMはドビュッシー作曲の「月の光」。
タオの隠れ家
おばあちゃんの愛犬タオが色々な宝物を隠している隠れ家。レインボウロックスの奥にある。
虹マシン
虹を作り出す機械。ヘイガー博士の製作したものだが、今では手付けずのまま放置されている。
ニッカとポッカの家（主人公の家）
大工のニッカとポッカの建てた一軒屋。ある事情により主人公の手に委ねられる。

### トロピカルフィールド
貝クジラの入り江
ガマカツがキャンプしている入り江。その名の通り貝クジラが住んでいるとされている。
おっさんの洞窟
不眠により閉めてしまっているが、本来はおっさんが「たこちゅう」というアイテムを売っている店。おっさんを眠らせる事で「たこちゅう」の購入が可能となる。
玉屋
玉と書かれた巨大な筒で、中では平吉と歌子と息子トオルが暮らしている。毎日五時に花火を打ち上げている。
アメリカンハウス
漫画家パパス、ママス、ダイアの三人家族が住んでいる。広い芝生の庭にはダイアの愛するペット、ペロゴンことギガーもいる。
風車庵
アメリカンハウスの隣にある純和風の家。屋根には巨大な風車がある。外にある風呂からは意外な場所へ行ける。
エコ倶楽部本部
ウミ、フェミ、モミの三人兄弟が環境破壊などを撲滅しようと活動している本部。

### 風の谷
風の谷
年中砂嵐の吹いている砂漠地帯。岩山の上には釣り場もあるが普通の方法では行くことができない。夜になると巨大化するサボテンがある。
黄昏キャニオン
鳥男の座っている大きな谷。鳥男はここで「次に来る鳥の色あてっこゲーム」をしている。
こもれびロード
木々の間から差し込むこもれびの道。
ヤマネコ軒
一日一人の客しか入れないケンジのお店。クリスがアルバイトしている。

### キノコの森
バーン堂
バーンの経営するMDのお店。MDに対する寸評も聞かせてくれる。
アダーの家
アダーの家。まるで神殿のようなつくりになっており、アダーは神に近づくために修行している。
キノコの森
カクンテ人が住んでいる森。フローレンスが漂っている事もある。名前の通りキノコが至るところに生えている。
ホーンテッドハウス
キノコの森を抜けたところに佇む不気味な家。オバケたちが住んでいる。

### テクノポリス
ヘイガー博士研究室
ヘイガーバッジを持っていないと通ることができないセンサーシステムの奥に研究所を構えている。ヘイガーの部屋のワープマシンでテクノポリスに行くことができる。
テクノポリス
ロボットたちの住んでいる、島に建てられた建造物。ロボ市長やリーマンたちがいる。資金面は全面的にヘイガーが負担している。
クラブ
テクノポリスにある小さなクラブ。リーマンやレディテクノが日々踊っている。DJはサイケ。
VIPルーム
クラブにあるVIPルーム。ロボ町長とリーマンの密会があることもある。

### バリバリ島
ラブデガルド城から遠く離れた南の島国。マデ☆スマと電波ザルが住んでいる。

## BGM
moonオリジナル・サウンドトラック
ゲーム中の音楽が収録されたCD（サウンドトラック）が1997/11/21ワンダーエンターテイメントより発売されている。
THE SKETCHES OF MOONDAYS 〜WE KEPT OUR PROMISE TO YOU〜
オリジナル・サウンドトラックの復刻を求めるファンの声に答える形で2002年12月に発売された3枚一組のサウンドトラック。オリジナル・サウンドトラック収録曲に加え、MD(MoonDisk)楽曲のアレンジヴァージョンも収録されており、「完全版サウンドトラック」ともいえる商品である。
olio music
2006年、olio music上でDL販売という形で復刻された。
外部リンクをクリックすると10年後のバーンが出迎える。試聴も可能である。
olio music（2007/12/20 配信終了）
EX-PO ’97 In memoriam the moondays
受注販売で2020年10月に発売された。全95曲、総尺5時間超のトータルコンセプトアルバム。これまで未収録だった音源を収録した完全版サウンドトラック。CD5枚組＋3つのオリジナルスペシャルギフト同梱の豪華BOX仕様。

## 攻略本
- moon OFFICIAL BOOK　(CB´s PROJECT編/アスペクト)　ISBN 4-89366-873-0